# Thüringische Dialekte

Dialekte in Thüringen

Die thüringischen Dialekte sind Teil der thüringisch-obersächsischen Dialektgruppe, die zum Ostmitteldeutschen gehört. Sie werden in Thüringen (nördlich von Rennsteig und Salzbogen), dem südwestlichen Sachsen-Anhalt sowie in kleinen Teilen Hessens (Werratal) und Bayerns (Ludwigsstadt) gesprochen.
Die thüringischen Dialekte weisen Entrundung der Vokale, Lenisierung der Konsonanten und eine variierende Aussprache von ⟨g⟩ auf.

## Gliederung in Einzeldialekte
Die linguistische Gliederung der thüringischen Dialekte kann wie folgt vorgenommen werden:
- Ilmthüringisch (auch Weimarer Mundart): Zwischen Ilm und Schwarza um die Städte Jena, Apolda, Weimar und Rudolstadt.
- Nordthüringisch (auch Nordhäuser Mundart): Im Norden von Thüringen – im östlichen Eichsfeld, im Südharz, der Goldenen Aue, um das Kyffhäusergebirge, der Windleite und Hainleite bis ins nördliche Thüringer Becken hinein; also auf den Dörfern um Bad Sachsa, Nordhausen, Sondershausen, Stolberg, Kelbra, Bad Frankenhausen bis westlich an Sangerhausen und Artern heran, wo es ins Nordostthüringische übergeht.
  - Eichsfeldisch (auch Eichsfelder Platt): Im Obereichsfeld um die Gemeinden Mühlhausen, Heilbad Heiligenstadt und Leinefelde-Worbis; ein Übergangsdialekt vom Nordthüringischen zum Ostfälischen (Zunahme Richtung Norden) und Nordhessischen (Zunahme Richtung Südwesten).
  - Südharzer Mundart: (1) Der im Einzugsgebiet der Helme befindliche Teil des Landkreises Göttingen (Bad Sachsa, Walkenried), (2) der ebenfalls im Einzugsgebiet der Helme befindliche Teil des Landkreis Eichsfeld mit den Ortschaften Stöckey und Epschenrode, (3) der gesamte Landkreis Nordhausen, (4) der Westen des Landkreis Mansfeld-Südharz um die Gemeinden Sangerhausen, Südharz und Goldene Aue (westlicher Altkreis Sangerhausen), (5) der größte Teil des Kyffhäuserkreises westlich von Artern. Insgesamt kann man sagen, der Südharzer Dialekt wird in den Ortschaften des südlichen Harzes, in der Goldenen Aue, und in den Dörfern und Städten rings um die Höhenzüge Kyffhäuser, Windleite und Hainleite gesprochen. Im südlich der Hainleite befindlichen Thüringer Becken ist der Übergang vom Nordthüringischen zum Zentralthüringischen fließend. Dagegen ist die Grenze zwischen der Südharzer Mundart zum nordwestlich befindlichen ostfälischen Dialekt sehr scharf und stimmt in etwa mit der natürlichen Wasserscheide zwischen Helme (Nordthüringer Dialekt) und Rhume, Oder und Bode (ostfälischer Dialekt) überein. Im Einzugsgebiet der Wipper und Selke überschreitet die Dialektgrenze die natürliche Wasserscheide mit der Bildung von sprachlichen Übergangsgebieten, wie in Breitenstein, Güntersberge, Neudorf, Harzgerode.
  - Witzenhäuser Mundart: Im Werra-Meißner-Kreis in Hessen um die Städte Bad Sooden-Allendorf und Witzenhausen, einschließlich des Einzugsgebietes der Gelster. Dies ist ein Übergangsdialekt zum Eichsfeldischen mit stärkeren Einflüssen aus dem benachbarten Nordhessischen und Ostfälischen.
- Nordostthüringisch
  - Hallisch: In Sachsen-Anhalt in Halle (Saale), im ehemaligen Saalkreis und in Bad Lauchstädt.
  - Mansfeldisch: Im Mansfelder Land in Sachsen-Anhalt um die Städte Hettstedt, Mansfeld, Eisleben, Allstedt und Gerbstedt (Altkreise Hettstedt, Eisleben und Querfurt), aber auch um Harzgerode.
  - Merseburgisch: In Sachsen-Anhalt im Gebiet des ehemaligen Landkreis Merseburg-Querfurt, um die Städte Merseburg, Leuna, Osten des Altkreises Querfurt. Die Übergänge zwischen den verschiedenen nordostthüringischen Untergruppen sind fließend.
  - Artern-Sangerhäuser Mundart: Im östlichen Teil des Kyffhäuserkreises (Artern, Wiehe; Rossleben) und im östlichen Teil des Altkreises Sangerhausen (Allstedt, Wolferstedt, Blankenheim, Sangerhausen). Hier ist zu beachten, dass durch den historisch starken Zuzug der Bevölkerung aus den umliegenden Ortschaften in die einstigen Industrie- und Kreisstädte Sangerhausen und Artern sich hier ein Übergangsdialekt zwischen dem Nordthüringischen und Nordostthüringischen gebildet hat.
- Ostthüringisch (auch Altenburger Mundart): Im Osten von Thüringen um die Städte Altenburg und Eisenberg.
  - Naumburgerisch: Im Westen des Burgenlandkreises um die Städte Naumburg, Freyburg, Bad Bibra und Nebra.
  - Weißenfelser Mundart: Im Nordosten des Burgenlandkreises um die Städte Weißenfels, Teuchern und Hohenmölsen.
  - Zeitzer Mundart: Im Südosten des Burgenlandkreises um die Gemeinden Zeitz, Osterfeld und Elsteraue.
- Südostthüringisch (auch Geraer Mundart): Im Saale-Orla-Kreis, im Landkreis Greiz und im südlichen Landkreis Saalfeld-Rudolstadt, um die Städte Gera und Saalfeld.
  - Ludwigsstädter Mundart: Im Norden des Landkreises Kronach in Bayern um die Gemeinden Ludwigsstadt, Pressig und Nordhalben.
- Westthüringisch (auch Ringgauisch oder Eisenacher Mundart): Dieser Dialekt wird in folgenden Gebieten gesprochenː (1) Im westlichen Zipfel des Thüringer Waldes um die Städte Eisenach und Ruhla, (2) im Tal der mittleren Werra zwischen Bad Salzungen und Treffurt, einschließlich dem hessischen zum Landkreis Hersfeld-Rotenburg gehörenden Ortschaften um  Heringen (Werra), (3) dem gesamten Osten des Werra-Meissner Kreises (Ringgau, Sontra, Wehretal) und dem Werratal bei Eschwege (Heldra, Wanfried, Eschwege, Meissner). Es handelt sich um einen Übergangsdialekt zwischen dem Zentralthüringischen, Hennebergischen und osthessischen Dialekten. Je weiter südlich, desto stärker der hennebergische Einfluss, je weiter südwestlich der osthessische, je weiter nordwestlich der nordhessische; letztere beide wurden seit der Bildung der Zonengrenze noch verstärkt. Dabei bildet der Salzbogen südlich von Bad Salzungen eine relativ scharfe Grenze zum Fränkischen hin.
- Zentralthüringisch (auch Erfurter Mundart): In einem großflächigen Sprachgebiet um die Städte Erfurt, Gotha, Sömmerda und Ilmenau.

Osthessisch gehört zur westmitteldeutschen Sprachgruppe und wird neben dem gesamten oberen Einzugsgebiet der Fulda neben dem hessischen auch im thüringischen Teil des Ulstertals um Geisa gesprochen, welches 986 Jahre lang (817–1803) zum Stift Fulda gehörte. Auch das Werratal zwischen Vacha und Dankmarshausen hat starken osthessischen Einfluss.
Hennebergisch und Itzgründisch, gesprochen im Südwesten Thüringens, gehören hingegen zur ostfränkischen Dialektfamilie.
- Hennebergisch wird im tieferliegenden oberen Werratal südlich von Bad Salzungen bis westlich von Hildburghausen (westlich von Ebenhards) gesprochen, ebenso um Schmalkalden, Suhl, Meiningen, Themar; auch im oberen Einzugsgebiet der Felda um Dermbach und Kaltennordheim; und im gesamten thüringischen Teil des Einzugsgebiets der Fränkischen Saale / Milz, mit den Ortschaften um die Gleichberge, wie Römhild, Eicha und Gleichamberg.
- Itzgründisch wird im höherliegenden oberen Flusseinzugsgebiet der Werra östlich von Ebenhards, mit Hildburghausen und Eisfeld gesprochen, einschließlich der zu Thüringen gehörenden Teile der Flusseinzugsgebiete von Keck, Rodach, Itz und Steinach, also das Heldburger Land, mit dem größten Teilen des Altkreises Hildburghausen und dem vollständigen Altkreis Sonneberg.

Ostfälisch wird im äußersten Nordwesten Thüringens gesprochen und gehört zur niederdeutschen Dialektfamilie. Das Verbreitungsgebiet innerhalb Thüringens befindet sich rings um Duderstadt herum. Hier in den Ortschaften innerhalb der Flusseinzugsgebiete von Oder, Rhume, Hahle und Garte. Zum niederdeutschen Dialektgebiet gehören unter anderem Weilrode, Silkerode, Weissenbron-Lüderode, Ecklingerode, Wintzingerode, Hundeshagen, Teistungen, Böseckendorf und Glasehausen. Dieses Gebiet wird auch zum Untereichsfeld gezählt.

## Heutige Situation der Thüringer Dialekte
Die Basisdialekte im gesamten Thüringer Raum, einschließlich von deren Verbreitungsgebiet in den benachbarten Bundesländern, wurden lange Zeit vor allem in den Schulen als „Sprache der Ungebildeten“ unterdrückt und von den Familien in deren kulturellem und geschichtlichem Wert unterschätzt. Heute sind es hauptsächlich ältere Leute, die Dialekt sprechen. Im Übrigen dominieren Standarddeutsch oder aber regionale Umgangssprachen (Regiolekte).

## Lexikographie
Der Wortschatz des Thüringischen dokumentiert das Thüringische Wörterbuch, das zwischen 1966 und 2006 in sechs Bänden erschienen ist und etwa 5,5 Millionen Wortbelege enthält.

## Trivia
Es gibt einen Asterix-Band auf Nordthüringisch (Mundart Buch 33: Asterix schwatzt thieringsch 1 – Cäsarn sinn Jeschenke).